# 강민영 (야구인)
강민영(1981년 7월 4일 ~ )은 전 KBO 리그 롯데 자이언츠의 선수이다.

## 출신학교
- 대연초등학교
- 대천중학교
- 경남고등학교

## 프로 선수 시절
- 2000년 한국 프로 야구 신인선수 지명 회의에서 롯데 자이언츠의 1차 지명을 통해 많은 기대를 받고 입단했다.
- 2002년 우측 팔꿈치 수술을 받은 이후 더 이상 1군 마운드에서 모습을 보이지 못했고 2007년을 끝으로 결국 방출당했다.